# Марченко, Александр Яковлевич
Алекса́ндр Я́ковлевич Ма́рченко (31 июля 1916 — 22 декабря 1991) — заместитель командира эскадрильи 24-го гвардейского авиационного полка 50-й авиационной дивизии 6-го авиационного корпуса дальнего действия (АДД), гвардии капитан.

## Биография
Родился 31 июля 1916 года в посёлке Енакиево ныне Донецкой области Украины. Украинец. Работал токарем, лаборантом-механиком на металлургическом заводе.
В Красной Армии с 1938 года. Участник Великой Отечественной войны с июня 1941 года.
К марту 1944 года совершил 332 боевых вылета ночью на бомбардировку важных объектов в глубоком тылу противника. 13 марта 1944 года за образцовое выполнение боевых заданий командования и проявленные при этом мужество и героизм гвардии капитану Александру Яковлевичу Марченко присвоено звание Героя Советского Союза с вручением ордена Ленина и медали «Золотая Звезда».
С 1946 года майор Марченко в запасе. Жил в Москве. Умер 22 декабря 1991 года.